# 남성초등학교 (경산시)
남성초등학교는 대한민국 경상북도 경산시 평산동에 있는 공립 초등학교이다.

## 학교 연혁
- 1945년 5월 4일 압량남부공립국민학교로 개교(설립인가 4월 1일)
- 1948년 4월 1일 현 위치로 교사 이전 신축
- 1956년 10월 1일 남성국민학교로 교명 변경
- 1981년 3월 1일 병설유치원 개원
- 1996년 3월 1일 남성초등학교로 교명 변경
- 2018년 2월 9일 제69회 졸업 (총 졸업생수:5,164명)
- 2018년 3월 1일 초등 8학급 편성, 유치원 1학급 편성

## 학교 상징
- 교화 - 국화 : 가을에서 서리가 내리는 초겨울까지 아름다운 향기와 고고한 자태를 잃지 않고 피는 굳센 의지를 나타냄
- 교목 - 소나무 : 눈보라와 모진 바람에도 조금도 변함없이 늘 푸르고 싱싱한 소나무의 모습처럼 우리 남성어린이들도 아무리 어려운 역겨에도 굽히지 않고 힘차게 뻗어가겠다는 진취성을 나타냄

## 참고 자료
- 남성초등학교 - 한국교육학술정보원 학교알리미